# Consiglio europeo per i rifugiati e gli esuli
Fondata nel 1974, il Consiglio europeo per i rifugiati e gli esuli, in inglese European Council on Refugees and Exiles (ECRE), è una rete di 95 ONG, provenienti da 40 paesi Europei. Protegge e promuove i diritti dei rifugiati, dei richiedenti asilo e degli sfollati. I suoi variegati partecipanti, spaziano dalle grandi ONG internazionali di respiro globale alle piccole organizzazioni formate da pochi attivisti che si dedicano ad un particolare problema; i membri si occupano di soccorsi umanitari, servizi sociali, assistenza legale, contenzioso, monitoraggio della politica e dei diritti e della promozione di campagne atte alla sensibilizzazione dell'opinione pubblica.

## Supporto legale e contenzioso strategico
ECRE è un riferimento per i professionisti che si occupano di diritto d'asilo in tutta Europa, e coordina la rete legale ELENA insieme ai coordinatori nazionali in 38 paesi europei.

## Ricerca legale e politica
ECRE conduce ricerche comparative e analisi della legislazione e delle politiche in materia di asilo politico in Europa. Una delle sue principali attività di ricerca è l'Asylum Information Database (AIDA), una banca dati contenente informazioni sulle procedure di asilo, le condizioni di accoglienza e di detenzione in 23 paesi europei.

## Patrocinio legale
L'ECRE cerca di influenzare le politiche dell'UE in materia di rifugiati. Prepara documenti che descrivono le sue raccomandazioni, fornisce analisi scritte e rappresenta il settore della protezione dei rifugiati nei processi e nel dibattito politico. Lavora insieme al Common European Asylum System ed agli organismi responsabili delle politiche estere dell'UE, in materia di asilo politico nell'UE (ad esempio con accordi con i paesi di origine). Inoltre, l'ECRE ha sviluppato una vasta esperienza nella gestione dei bambini rifugiati (compresi i minori non accompagnati).

## Comunicazione
ECRE è una fonte consolidata di informazioni per i giornalisti. Viene regolarmente utilizzata dai principali media, ed ha ampio seguito sui social media. Nel 2014, l'ECRE ha lanciato la sua prima campagna mediatica paneuropea per richiedere un accesso sicuro e legale ai rifugiati siriani.

## Organizzazioni membre
Lista delle organizzazioni che fanno parte dell'ECRE, in ordina alfabetico.
| ACCEM                                         | Spagna                | http://www.accem.es/                      |
| aditus                                        | Malta                 | http://aditus.org.mt/                     |
| Aitima                                        | Grecia                | http://aitima.gr/                         |
| Amnesty International - EU Office             | International Network | http://www.amnesty.eu/                    |
| Amnesty International Sweden                  | Svezia                | http://www.amnesty.se/                    |
| Arbeiterwohlfahrt                             | Germania              | http://www.awo.org/                       |
| ASGI                                          | Italia                | http://www.asgi.it/                       |
| Asilo in Europa                               | Italia                | http://www.asiloineuropa.it/              |
| Asylkoordination Österreich                   | Austria               | http://www.asyl.at/                       |
| Asylum Protection Center                      | Serbia                | http://www.apc-cza.org/                   |
| Belgrade Centre for Human Rights              | Serbia                | http://www.bgcentar.org.rs/               |
| British Red Cross                             | Regno Unito           | http://www.redcross.org.uk/               |
| British Refugee Council                       | Regno Unito           | https://www.refugeecouncil.org.uk/        |
| Bulgarian Helsinki Committee                  | Bulgaria              | http://www.bghelsinki.org/                |
| Bulgarian Red Cross                           | Bulgaria              | http://www.redcross.bg                    |
| Caritas Europa                                | International Network | http://www.caritas.eu/                    |
| Caritas Luxembourg                            | Lussemburgo           | http://www.caritas.lu/                    |
| Caritas Sweden                                | Svezia                | http://www.caritas.se/                    |
| CCME-CEC                                      | International Network | http://www.ccme.be/                       |
| CEAR                                          | Spagna                | http://www.cear.es/                       |
| Centre for Peace Studies                      | Croazia               | http://www.cms.hr/                        |
| Civil Rights Program Kosovo                   | Kosovo                | http://www.crpkosovo.org/                 |
| Croatian Law Centre                           | Croazia               | http://www.hpc.hr/                        |
| Danish Refugee Council                        | Danimarca             | https://drc.dk/                           |
| Diaconia Germany                              | Germania              | http://www.diakonie.de/                   |
| Diakonie Refugee Service                      | Austria               | http://www.diakonie.at                    |
| Dutch Council for Refugees                    | Olanda                | http://www.vluchtelingenwerk.nl/          |
| Estonian Refugee Council                      | Estonia               | http://www.pagulasabi.ee/                 |
| Finnish Red Cross                             | Finlandia             | https://www.redcross.fi/                  |
| Finnish Refugee Advice Centre                 | Finlandia             | http://www.pakolaisneuvonta.fi/           |
| Flemish Refugee Action                        | Belgio                | http://www.cbar-bchv.be/                  |
| Forum Réfugiés-Cosi                           | Francia               | http://www.forumrefugies.org/             |
| France Terre d'Asile                          | Francia               | http://www.france-terre-asile.org/        |
| Future Worlds Center                          | Cipro                 | http://www.futureworldscenter.org/        |
| German Red Cross                              | Germania              | https://www.drk.de/                       |
| Greek Council for Refugees                    | Grecia                | http://www.gcr.gr/                        |
| Grupa 484                                     | Serbia                | http://grupa484.org.rs/                   |
| Hebrew Immigrant Aid Society                  | Ucraina               | http://www.hias.org/                      |
| Hungarian Helsinki Committee                  | Ungheria              | http://www.helsinki.hu/                   |
| ICMC                                          | International Network | http://www.icmc.net/                      |
| ICORN                                         | Norvegia              | http://www.icorn.org/                     |
| ILPA                                          | Regno Unito           | http://www.ilpa.org.uk/                   |
| International Eurasia Press Fund              | Azerbaigian           | http://www.iepf-ngo.org/                  |
| IRCT                                          | International Network | http://www.irct.org/                      |
| Irish Refugee Council                         | Irlanda               | http://www.irishrefugeecouncil.ie/        |
| Italian Council for Refugees                  | Italia                | http://www.cir-onlus.org/                 |
| Jesuit Refugee Service - Europe               | International Network | http://www.jrseurope.org/                 |
| Jesuit Refugee Service Malta                  | Malta                 | http://www.jrsmalta.org/                  |
| Lithuanian Red Cross                          | Lituania              | http://www.redcross.lt/                   |
| Macedonian Young Lawyers’ Association         | Macedonia del Nord    | http://www.myla.org.mk/                   |
| Menedék                                       | Ungheria              | http://menedek.hu/                        |
| Migrants Resource Centre                      | Regno Unito           | http://www.asylumaid.org.uk/              |
| NOAS                                          | Norvegia              | http://www.noas.org/                      |
| Norwegian Refugee Council                     | Norvegia              | http://www.nrc.no/                        |
| OPU                                           | Repubblica Ceca       | http://www.opu.cz/                        |
| Oxfam Italia Intercultura                     | Italia                | http://www.oxfamitalia.org/               |
| Pharos                                        | Olanda                | http://www.pharos.nl/                     |
| PIC - Legal-Informational Centre for NGOs     | Slovenia              | http://pic.si/                            |
| Portuguese Refugee Council                    | Portogallo            | http://www.cpr.pt/                        |
| Pro Asyl                                      | Germania              | https://www.proasyl.de/                   |
| Red Cross EU                                  | international Network | https://redcross.eu/                      |
| Red Cross Iceland                             | Islanda               | https://www.raudikrossinn.is/             |
| Refugee Action                                | Regno Unito           | http://www.refugee-action.org.uk/         |
| Refugee Rights Turkey                         | Turchia               | http://mhd.org.tr/                        |
| Rescate                                       | Spagna                | http://www.ongrescate.org/                |
| Romanian National Council for Refugees        | Romania               | http://cnrr.ro/                           |
| Scottish Refugee Council                      | Regno Unito           | http://www.scottishrefugeecouncil.org.uk/ |
| Serbian Red Cross                             | Serbia                | http://www.redcross.org.rs/               |
| Solidarity Now                                | Grecia                | http://www.solidaritynow.org/en/          |
| SOS Children's Villages                       | International Network | http://www.sos-childrensvillages.org/     |
| Spanish Red Cross                             | Spagna                | http://www.cruzroja.es/                   |
| STAR (Student Action for Refugees)            | Regno Unito           | http://www.star-network.org.uk/           |
| Swedish Red Cross                             | Svezia                | http://www.redcross.se/                   |
| Swedish Refugee Advice Centre                 | Svezia                | http://sweref.org/                        |
| The Centre for Refugee Support                | Bielorussia           | http://refugee.by/index.php/en/           |
| UAF                                           | Olanda                | http://www.uaf.nl/                        |
| United Nations Association of Georgia         | Georgia               | http://www.una.ge/                        |
| Vaša prava BiH                                | Bosnia ed Erzegovina  | http://www.vasaprava.org/                 |
| Verein Projekt Integrationshaus               | Austria               | http://www.integrationshaus.at/           |
| CEPAIM                                        | Spagna                | www.cepaim.org                            |
| Caritas Germany                               | Germania              | http://www.caritas-germany.org/           |
| Asam                                          | Turchia               | http://en.sgdd.info/                      |
| Der Partitätische Gesamtverband               | Germania              | http://www.der-paritaetische.de/          |
| International Rescue Committee                | International Network | http://www.rescue.org/                    |
| Helsinki Foundation for Human Rights          | Polonia               | http://www.hfhr.pl/                       |
| Island Panorama Centre                        | Islanda               | http://www.islandpanorama.com/            |
| Memorial Human Rights Centre                  | Russia                | http://www.memo.ru/                       |
| MOSAICO – Action for Refugees                 | Italia                | http://www.mosaicorefugees.org/           |
| Mülteci-Der                                   | Turchia               | http://www.multeci.org.tr/                |
| Slovak Humanitarian Council                   | Slovacchia            | http://www.shr.sk/                        |
| Solentra                                      | Belgio                | http://www.solentra.be/                   |
| Swiss Refugee Council                         | Svizzera              | https://www.refugeecouncil.ch/            |
| Passerell                                     | Lussemburgo           | https://www.passerell.lu                  |
| Refugee Rights Association                    | Cipro                 | https://www.mhdkibris.org                 |
| The Swedish Network of Refugee Support Groups | Svezia                | https://www.farr.se                       |

ECRE piattaforme e punti organizzativi: 
- ECRE website
- ECRE publications
- ECRE Daily Press Review
- ECRE Weekly Bulletin
- ECRE ELENA Weekly Legal Updates
- ECRE Facebook
- ECRE Twitter
- ECRE Board